# Erzurumspor
El Erzurumspor fue un equipo de fútbol de Turquía que alguna vez jugó en la Superliga de Turquía, la primera división de fútbol en el país.

## Historia
Fue fundado en el año 1968 en la ciudad de Erzurum y en la temporada 1997/98 logra el ascenso a la Superliga de Turquía por primera vez en su historia como campeón de la TFF Primera División.
El club militó por tres temporadas consecutivas en la Superliga de Turquía hasta que descendió en la temporada 2000/01 tras terminar en el lugar 15 entre 16 equipos justo cuando el club estaba pasando por problemas financieros, lo que trajo como consecuencia dos descensos en las siguientes tres temporadas.
En 2010 fueron forzados a descender a la TFF Tercera División al no presentarse a un partido ante el Karrsspor el 31 de enero, y al terminar esa temporada el club desaparece y le deja su lugar al Erzurum Büyükşehir Belediyespor.

## Palmarés
- TFF Primera División: 1

1997/98

## Temporadas
- Turkish Super League: 1998–01
- TFF Primera División: 1973–74, 1979–98, 2001–03
- TFF Segunda División: 1968–73, 1974–79, 2003–10